# ميدان الجزيرة
ميدان الجزيرة موقع شبابي أطلقه موقع الجزيرة نت يواكب التحولات المتسارعة في مجال الإعلام الرقمي، ويخاطب شريحة الشباب عبر تناول اهتماماتهم الثقافية والاقتصادية والسياسية، دون التقيد بالقوالب الصحفية التقليدية 

## التأسيس
أعلن عن انطلاق موقع ميدان يوم 17 يناير/كانون الثاني 2017 في غرفة الأخبار بموقع الجزيرة نت.
وأعلن عن موقع ميدان بحلول الذكرى الـ16 لتأسيس موقع الجزيرة نت الذي انطلق يوم 17 يناير/كانون الثاني 2001، وحافظ طيلة مسيرته على التربع على عرش الصحافة الإلكترونية في العالم العربي من حيث عدد الزوار وتنوع المحتوى.

## الأهداف
أطلق موقع ميدان في سياق توسع شبكة الجزيرة الإعلامية بهدف الوصول إلى مساحات أكبر من فئة الشباب، ومواكبة التحولات التي تحدث في العملية الإعلامية بعد دخول مواقع التواصل بوصفها تجمعا جماهيريا وشبابيا كبيرا. وتسعى الجزيرة من خلال موقع ميدان لتعزيز مساحات أكبر لأشكال الصحافة الشبابية، التي تولي الأولوية لمعالجة اهتمامات الشباب الاجتماعية والاقتصادية والسياسية والتعليمية.
وخلال حفل الانطلاق، قال مدير قناة الجزيرة ياسر أبو هلالة إن موقع «ميدان يأتي في سياق إستراتيجية خلق مساحة تستوعب طموح ورغبات قطاع كبير من الشباب، وتسعى لإيجاد بيئة إعلامية تخاطب أولوياته وإشكالاته، وذلك في إطار تكامل الرسالة الإعلامية للجزيرة وسعيها لدخول كافة مساحات العمل الإعلامي والصحفي».

## التحرير
يتحرر ميدان من أنماط الصحافة التقليدية نحو أساليب تدمج بشكل أكبر بين الذاتية والموضوعية، لتتناسب مع طبيعة الشباب واهتماماتهم التي لا تجيد التعامل مع الأمور من زاوية موضوعية فقط، وإنما تنسحب لمساحات جمالية ونفسية وانطباعية.
وتسعى السياسة التحريرية لـ«ميدان» إلى الالتزام بشعاره «الواقع بمنظور شبابه» الذي يشكل بوصلة الموقع والهوية المؤسسة له.

## روابط خارجية
- الموقع الرسمي